# Кугер'ял
Кугер'я́л (рос. Кугеръял, марій. Куэръял) — присілок у складі Новотор'яльського району Марій Ел, Росія. Входить до складу Старотор'яльського сільського поселення.

## Населення
Населення — 3 особи (2010; 8 у 2002).
Національний склад (станом на 2002 рік):
- марійці — 100 %